# کیگو شیمیزو
کیگو شیمیزو (انگلیسی: Keigo Shimizu؛ زادهٔ ۲ ژوئیهٔ ۱۹۳۹) شناگر اهل ژاپن بود.